# Lijst van voetbalinterlands Aruba - Panama
Deze lijst van voetbalinterlands is een overzicht van alle officiële voetbalwedstrijden tussen de nationale teams van Aruba en Panama. De landen speelden tot op heden een keer tegen elkaar. Dat was een vriendschappelijke wedstrijd op 26 augustus 1957 in Oranjestad.

## Wedstrijden
| № | Plaats     | Datum            | Competitie        | Wedstrijd      | Uitslag |
| - | ---------- | ---------------- | ----------------- | -------------- | ------- |
| 1 | Oranjestad | 26 augustus 1957 | Vriendschappelijk | Aruba – Panama | 2 – 2   |

## Samenvatting
| Competitie        | Totaal gespeeld | Winst Aruba | Gelijk | Winst Panama | Doelsaldo Aruba – Panama |
| ----------------- | --------------- | ----------- | ------ | ------------ | ------------------------ |
| Vriendschappelijk | 1               | 0           | 1      | 0            | 2 – 2                    |
| Totaal            | 1               | 0           | 1      | 0            | 2 – 2                    |

Wedstrijden bepaald door strafschoppen worden, in lijn met de FIFA, als een gelijkspel gerekend.